# Чемпіонат світу з боротьби 2003
Чемпіонат світу з боротьби 2003 складався з двох окремих чемпіонатів. Змагання з вільної боротьби серед чоловіків і жінок пройшли в Нью-Йорку (США) від 12 до 14 вересня, а змагання з греко-римської боротьби серед чоловіків — в місті Кретей (Франція) від 2 до 5 жовтня.

## Загальний медальний залік
| Місце | Країна         | Золото | Срібло | Бронза | Загалом |
| ----- | -------------- | ------ | ------ | ------ | ------- |
| 1     | Росія          | 5      | 2      | 2      | 9       |
| 2     | Японія         | 5      | 0      | 1      | 6       |
| 3     | Грузія         | 2      | 0      | 2      | 4       |
| 4     | Узбекистан     | 2      | 0      | 0      | 2       |
| 5     | США            | 1      | 6      | 2      | 9       |
| 6     | Болгарія       | 1      | 1      | 1      | 3       |
| 6     | Україна        | 1      | 1      | 1      | 3       |
| 8     | Польща         | 1      | 1      | 0      | 2       |
| 8     | Швеція         | 1      | 1      | 0      | 2       |
| 10    | Азербайджан    | 1      | 0      | 0      | 1       |
| 10    | Ізраїль        | 1      | 0      | 0      | 1       |
| 12    | Куба           | 0      | 2      | 1      | 3       |
| 13    | Південна Корея | 0      | 1      | 2      | 3       |
| 14    | Угорщина       | 0      | 1      | 1      | 2       |
| 14    | Іран           | 0      | 1      | 1      | 2       |
| 16    | Білорусь       | 0      | 1      | 0      | 1       |
| 16    | Німеччина      | 0      | 1      | 0      | 1       |
| 16    | Єгипет         | 0      | 1      | 0      | 1       |
| 16    | Молдова        | 0      | 1      | 0      | 1       |
| 20    | КНР            | 0      | 0      | 2      | 2       |
| 20    | Казахстан      | 0      | 0      | 2      | 2       |
| 22    | Канада         | 0      | 0      | 1      | 1       |
| 22    | Румунія        | 0      | 0      | 1      | 1       |
| 22    | Словаччина     | 0      | 0      | 1      | 1       |
| Total | Total          | 21     | 21     | 21     | 63      |

## Командний залік
| Місце | Чоловіки, вільний стиль | Чоловіки, вільний стиль | Чоловіки, греко-римська | Чоловіки, греко-римська | Жінки, вільний стиль | Жінки, вільний стиль |
| Місце | Країна                  | Очки                    | Країна                  | Очки                    | Країна               | Очки                 |
| ----- | ----------------------- | ----------------------- | ----------------------- | ----------------------- | -------------------- | -------------------- |
| 1     | Грузія                  | 33                      | Грузія                  | 29                      | Японія               | 62                   |
| 2     | США                     | 31                      | Росія                   | 25                      | США                  | 62                   |
| 3     | Іран                    | 31                      | Україна                 | 25                      | Росія                | 45                   |
| 4     | Росія                   | 30                      | Південна Корея          | 22                      | КНР                  | 33                   |
| 5     | Узбекистан              | 23                      | Швеція                  | 20                      | Україна              | 27                   |
| 6     | Україна                 | 23                      | Угорщина                | 19                      | Канада               | 24                   |
| 7     | Куба                    | 21                      | Куба                    | 17                      | Польща               | 19                   |
| 8     | Білорусь                | 21                      | Болгарія                | 15                      | Греція               | 15                   |
| 9     | Казахстан               | 21                      | Польща                  | 15                      | Франція              | 14                   |
| 10    | Болгарія                | 17                      | Німеччина               | 15                      | Німеччина            | 12                   |

## Медалісти

### Чоловіки, вільний стиль
| Дисципліна | Золото                                | Срібло                    | Бронза                     |
| ---------- | ------------------------------------- | ------------------------- | -------------------------- |
| 55 кг      | Дільшод Мансуров Узбекистан           | Геннадій Тулбя Молдова    | Олександр Захарук Україна  |
| 60 кг      | Абдуллаєв Аріф Ядуллаогли Азербайджан | Яндро Кінтана Куба        | Сон Че Мьон Південна Корея |
| 66 кг      | Ірбек Фарнієв Росія                   | Серафим Барзаков Болгарія | Кадзухіко Ікемацу Японія   |
| 74 кг      | Бувайсар Сайтієв Росія                | Мурад Гайдаров Білорусь   | Геннадій Лалієв Казахстан  |
| 84 кг      | Сажид Сажидов Росія                   | Кел Сандерсон США         | Реваз Міндорашвілі Грузія  |
| 96 кг      | Ельдар Куртанідзе Грузія              | Аліреза Хейдарі Іран      | Красимир Кочев Болгарія    |
| 120 кг     | Артур Таймазов Узбекистан             | Керрі Маккой США          | Аліреза Резаї Іран         |

### Чоловіки, греко-римська
| Дисципліна | Золото                    | Срібло                      | Бронза                     |
| ---------- | ------------------------- | --------------------------- | -------------------------- |
| 55 кг      | Даріуш Яблонський Польща  | Ім Да Вон Південна Корея    | Ласаро Рівас Куба          |
| 60 кг      | Армен Назарян Болгарія    | Роберто Монсон Куба         | Еусебіо Діакону Румунія    |
| 66 кг      | Манучар Квірквелія Грузія | Армен Варданян Україна      | Левенте Фюреді Угорщина    |
| 74 кг      | Олексій Глушков Росія     | Костянтин Шнайдер Німеччина | Кім Джин Су Південна Корея |
| 84 кг      | Гоча Ціціашвілі Ізраїль   | Ара Абрахамян Швеція        | Аттіла Батки Словаччина    |
| 96 кг      | Мартін Лідберг Швеція     | Карам Габер Єгипет          | Рамаз Нозадзе Грузія       |
| 120 кг     | Хасан Бароєв Росія        | Міхай Деак-Бардош Угорщина  | Георгій Цурцумія Казахстан |

### Жінки, вільний стиль
| Дисципліна | Золото                | Срібло                    | Бронза                    |
| ---------- | --------------------- | ------------------------- | ------------------------- |
| 48 кг      | Ірина Мерлені Україна | Патрісія Міранда США      | Лі Хуей КНР               |
| 51 кг      | Тіхару Ітьо Японія    | Наталія Карамчакова Росія | Дженніфер Вонг США        |
| 55 кг      | Саорі Йосіда Японія   | Тіна Джордж США           | Наталія Гольц Росія       |
| 59 кг      | Сейко Ямамото Японія  | Наталія Івашко Росія      | Селлі Робертс США         |
| 63 кг      | Каорі Ітьо Японія     | Сара Макманн США          | Віола Янік Канада         |
| 67 кг      | Крісті Марано США     | Евеліна Прушко Польща     | Світлана Мартиненко Росія |
| 72 кг      | Хамаґуті Кьоко Японія | Токкара Монтгомері США    | Ван Сюй КНР               |